# Kouta Camara
Kouta Camara (* 8. Juni 1995) ist eine malische Basketballspielerin.

## Leben
Kouta Camara spielt für die Frauen-Mannschaft des französischen Basketballvereins ASA Sceaux aus Sceaux.
Als Teil der Malischen Nationalmannschaft nahm sie an der Basketball-Afrikameisterschaft der Damen 2017 in Bamako teil. Die Nationalmannschaft erreichte den 3. Platz und damit die Bronzemedaille. Auch bei den Basketball-Afrikameisterschaft der Damen 2019 in Dakar war Kouta Camara im Kader der Mannschaft. Die Nationalmannschaft erreichte auch diesmal den 3. Platz und damit die wieder die Bronzemedaille.